# Macromia pinratani
Macromia pinratani är en trollsländeart. Macromia pinratani ingår i släktet Macromia och familjen skimmertrollsländor. IUCN kategoriserar arten globalt som livskraftig.

## Underarter
Arten delas in i följande underarter:
- M. p. pinratani
- M. p. vietnamica